# دیفردانژ
دیفردانژ (به لوکزامبورگی: Déifferdeng) (به آلمانی: Differdingen) شهری در جنوب غربی کشور لوکزامبورگ است. این شهر در بخش اش-سور-الزت ایالت لوکزامبورگ قرار دارد. مساحت این شهر ۲۲٫۱۸ کیلومتر مربع می‌باشد و در سرشماری سال ۲۰۱۱ میلادی ۲۰٬۹۷۹ نفر جمعیت با تراکم ۹۵۰ نفر در هر کیلومتر مربع داشته‌است. دیفردانژ از ۴ اوت سال ۱۹۰۷ میلادی به عنوان شهر شناخته می‌شود.